# Impulstat
Als Impulstaten (bzw. Impulsdelikte oder Impulshandlungen) werden nach Andreas Marneros all diejenigen aggressiven Handlungen bezeichnet, die impulsiv durchgeführt wurden, nicht geplant waren und bei denen vor der aktuellen Tatsituation keine spezifische, aus einer relevanten Täter-Opfer-Beziehung abgeleitete Vorgeschichte der Tat bestanden hat.

## Formen von Impulstaten
Zu den Impulstaten zählt Marneros sehr unterschiedliche Handlungen, wie etwa:
- Spontane Taten von Menschen mit impulsiven Persönlichkeiten (etwa emotional-instabiler oder dissozialer Persönlichkeitsstörung)
- „Wirtshausprügeleien“ bzw. „Straßenbahnschlägereien“
- Aus Überforderungssituationen resultierende spontane Reaktionen von intelligenzgeminderten oder hirnorganisch geschädigten oder sonst psychisch labilen Menschen
- Impulsive Handlungen im Alkoholrausch oder unter Drogenintoxikation bzw. bei Alkohol- oder Drogenentzug
- Impulsive Handlungen im Rahmen von Paniksituationen, Fluchtreaktionen, neurotischen Konstellationen sowie auch Taten von Personen mit einer „intermittierenden explosiblen Störung“ oder einer anderen „Störung der Impulskontrolle“, wie etwa beim sexuellen „Impulsdurchbruch“.
- Psychotisch determinierte Impulsivhandlungen, etwa bei Menschen mit schizophrener, schizoaffektiver, manischer oder agitiert-depressiver Störung sowie in hirnorganisch oder toxisch verursachtem psychotischem Zustand.

## Abgrenzung Impulstaten / Affekttaten
Andreas Marneros trennte solche Impulstaten von Affekttaten bzw. Affektdelikten. Von früheren Autoren, so etwa Henning Saß, wurden diese Arten von Taten den Affektdelikten zugeordnet und teilweise als „Affektdelikte im weiteren Sinne“ bezeichnet.
Unterscheidung zwischen Impuls- und Affekttaten nach Marneros:
Affekttaten (bzw. Affektdelikte oder Affekthandlungen) sind demnach impulsiv-aggressive Handlungen, begangen im Zustand hoch gespannter Affektregung, gerichtet an einen relevanten Anderen und gekennzeichnet durch eine spezifische Vorgeschichte der Tat, abgeleitet aus der Täter-Opfer-Beziehung.  Bei den Impulstaten fehle dagegen die besondere interaktionale, psychodynamische und nicht-momentane spezifische, aus der Täter-Opfer-Beziehung abgeleitete Vorgeschichte, wie sie sich in der Regel bei den Affektdelikten findet.
Ein wichtiges, allerdings nicht zwingendes Unterscheidungsmerkmal zwischen „Impulstaten“ und „Affekttaten“ ist eine Prädisposition dazu. Impulstaten finden sich nämlich häufig bei Persönlichkeitsstrukturen, die mit einem hohen Maß an Impulsivität einhergehen (wie etwa die emotional-instabile oder dissoziale Persönlichkeit) und auch beim Vorliegen einer psychopathologischen Prädisposition, wie sie beispielsweise durch biografische Prägungen oder krankheitsbedingte / substanzbedingte psychopathologische Konstellationen entsteht.
Auch wenn sich bei Impulstätern häufig narzisstische, dissoziale oder emotional-instabile Persönlichkeitsmerkmale finden, so gibt es darüber hinaus bei ihnen eine bunte Palette von Persönlichkeitstypologien.
Die Destabilisierung des Persönlichkeitsgefüges durch eine aus der Täter-Opfer-Beziehung entstehende, die Selbstdefinition in Frage stellende und zermürbende Situation, die in die finale Tat mündet, ist bei der Affekttat eine Voraussetzung, während dies bei einer Impulstat nicht der Fall ist. Ein klassisches Beispiel für eine Affekttat stellen die Fälle von Intimizid dar (also der Tötung des Intimpartners, s. Intimizid).

## Forensische Beurteilung von Impulstaten
In seinem Buch „Affekttaten und Impulstaten“ geht Marneros ausführlich auf die forensische Beurteilung von Impulstaten ein. Danach müsse als erstes geklärt werden, ob die Straftat in die Kategorie der Impulstaten falle oder nicht: „Eine Impulstat ist unvereinbar mit Planmäßigkeit und Vorbereitung. Impulsivität beinhaltet per definitionem neben dem Aspekt der Heftigkeit auch den Aspekt der Plötzlichkeit.“
Folgende Indizien können nach Marneros für eine Impulstat sprechen:
1. Eine prädisponierende dysfunktionale Impulsivität, die durch eine Persönlichkeitsstörung oder hirnorganisch bedingt ist bzw. sich syndromatisch manifestiert (etwa als „intermittierende explosible Störung“ oder „andere Störung der Impulskontrolle“)
2. Eine akute Tatauslösesituation mit subjektiver Relevanz für den Täter (etwa Beleidigungs-, Provokations-, Bedrohungs- oder Kränkungssituation)
3. Ein Tatablauf, der gekennzeichnet ist durch: Plötzlichkeit, Heftigkeit, Kürze der Tathandlung, rechtwinkligen Tatablauf (d. h. mit abruptem Beginn und abruptem Ende), Ungeplantheit und fehlende Sicherheitsmaßnahmen des Täters für sich selbst.
4. Seelische Erschütterung nach der Tat (möglicherweise)
5. Vorhandensein von biologisch bzw. psychologisch wirksamen konstellativen Faktoren, die die Schwelle zur Tat gesenkt haben könnten (etwa Alkohol- und Drogenintoxikation oder -Entzug, akute körperliche Erkrankungen, Schlafentzug, Erschöpfung oder aktuell belastende psychologische und soziale Probleme)

Forensisch relevante Impulshandlungen können sich in allen vier Merkmalskategorien der „Schuldfähigkeitsparagraphen“ (§§ 20, 21) StGB finden, also bei einer „krankhaften seelischen Störung“, „Schwachsinn“, „tiefgreifender Bewusstseinsstörung“ oder einer „schweren anderen seelischen Abartigkeit“.
Obwohl Impulstaten häufig von Menschen mit hoher Impulsivität begangen werden, ist dies keine Conditio sine qua non. Eine Impulstat kann von jedem Menschen begangen werden, wenn die erlebte subjektive Relevanz der Auslösesituation hoch genug ist.
Und auch die Diagnose einer Persönlichkeitsstörung mit hoher Impulsivität besagt noch nichts bezüglich der Schuldfähigkeit des Impulstäters. Impulsivität kann beispielsweise Teil einer emotional-instabilen (z. B. Borderline-)Persönlichkeit sein, aber auch bei narzisstischer, dissozialer oder histrionischer Persönlichkeitsstörung vorkommen.
Impulstaten, begangen von Menschen mit hoher Impulsivität, sind nicht automatisch als von der Störung determiniert anzusehen. Es ist nicht ohne weiteres davon auszugehen, dass der Täter/die Täterin zum Tatzeitpunkt nicht anders hätte handeln können oder dass er/sie nur eingeschränkt dazu fähig war. Viel größere Bedeutung haben Intensität und Konstellation der Störung.
Wenn Betroffene über quälende Spannungszustände berichten, die sich nicht nur in fremdaggressiven, sondern auch in selbstschädigenden Impulshandlungen entladen, gehört es mit hoher Wahrscheinlichkeit auch zu ihrer Persönlichkeit, dass sie nicht über adäquate Fähigkeiten verfügen, aversive Gefühle zu bewältigen und sie in sozial angemessener Form in die Kommunikation mit anderen Menschen einzubringen.
Der vom Täter erlebten Auslösesituation (Provokation, Bedrohung, schwere Beleidigung oder schwere Kränkung) kommt ebenfalls eine wichtige Rolle bei der Beurteilung der Schuldfähigkeit in der Tatsituation zu.
Konstellative Faktoren (wie etwa die Wirkung psychotroper Substanzen, vor allem Alkohol und Drogen) können eine Impulstat begünstigen und müssen somit bei der Beurteilung der Schuldfähigkeit des Täters berücksichtigt werden.